# Kongo-riget
Kongo (officielt Kongeriget Kongo) var en nation i det centrale Afrika ved Kongofloden. Riget opstod i 1300-tallet og strakte sig under sin storhedstid fra Gabon i nord til Kwanzafloden i det nuværende Angola i syd. Hovedstad var M'Banza Kongo.
Kongo havde oprindeligt gode forbindelser med Portugal, og efter at kong Nzinga Nkuwu lod sig kristne af portugisiske missionærer indførte hans søn, Afonso Mvemba Nzinga, i 1520 kristendomen som statsreligion. I 1600-tallet forværredes imidlertid forholdet mellem landene som følge af Portugals koloniale bestræbelser i den sydlige del af Kongoriget, hvilket førte til en blodig krig, under hvilken Kongoriget mistede det senere nordlige Angola til Portugisisk Vestafrika. En borgerkrig splittede og svækkede riget mellem 1665 og 1709. I 1857 blev Kongo en portugisisk lydstat, og i 1914 opløstes statsdannelen helt.
Udover sine egne seks provinser havde Kongo også et antal omkringliggende kongeriger, som i princippet var lydstater under riget: Ngoyo, Kakongo, Ndongo og Matamba.
6°16′00″S 14°15′00″Ø / 6.266667°S 14.25°Ø